# Bóng bầu dục bảy người tại Thế vận hội Mùa hè 2016
Bản mẫu:Bóng bầu dục bảy người tại Thế vận hội Mùa hè 2016
Bóng bầu dục bảy người tại Thế vận hội Mùa hè 2016 được diễn ra trong tháng Tám tại Rio de Janeiro. Mỗi nội dung sẽ diễn ra trong ba ngày. Thế vận hội Mùa hè 2016 đánh dấu lần ra mắt của bóng bầu dục bảy người tại Thế vận hội Mùa hè, mặc dù rugby union đã từng được diễn ra tại Thế vận hội Mùa hè 1924.
Luật thường dùng của môn bóng bầu dục bảy người được sử dụng.

## Thay đổi
Mặc dù rugby không còn xuất hiện tại Thế vận hội kể từ Thế vận hội Mùa hè 1924, IOC chọn phiên bản bảy người của môn này vào chương trình thi đấu. Môn cũng sẽ góp mặt tại Thế vận hội Mùa hè 2020.

## Địa điểm thi đấu
Địa điểm thi đấu diễn ra là một nơi thi đấu tạm thời Sân vận động Deodoro.
Kế hoạch ban đầu là diễn ra tại Sân vận động São Januário. Tuy nhiên đã bị hủy bỏ vì câu lạc bộ phụ trách của địa điểm bỏ lỡ hạn chót để trình bày dự án của mình. Ban tổ chức cân nhắc chọn Estádio Olímpico João Havelange, chia sẻ sân thi đấu với môn điền kinh. Sau đó nội dung thi đấu môn bóng bầu dục được lựa chọn là một địa điểm thi đấu tạm thời ở Sân vận động Deodoro, chia sẻ địa điểm với năm môn phối hợp hiện đại.

## Vòng loại
Đội tuyển nam và nữ Brasil được đặc cách vượt qua vòng loại. Vòng loại bắt đầu từ Sevens World Series 2014–15 (nam) và World Rugby Women's Sevens Series 2014–15 (nữ), nơi 4 đội đứng đầu sẽ vượt qua vòng loại Thế vận hội 2016. Từ tháng Sáu tới tháng 9 năm 2015, sáu liên đoàn khu vực tổ chức các vòng loại Olympic, mỗi đội của mỗi châu lục sẽ giành vé. Suất cuối cùng được quyết định bằng giải đấu vớt gồm 16 đội đến từ các khu vực: 4 từ châu Âu, 3 từ châu Phi, 3 từ châu Á, 2 từ châu Đại Dương, 2 từ Bắc Mỹ và 2 từ Nam Mỹ.
Vì Anh Quốc là một đội thống nhất thi đấu tại Thế vận hội nhưng lại có một vài đội rugby quốc tế (Anh, Wales, Scotland và những cầu thủ Bắc Ireland chọn thi đấu cho Ireland), nên chỉ cần một trong các đội Anh, Wales hoặc Scotland vượt qua vòng loại thì Anh Quốc sẽ được trao một suất thi đấu tại Thế vận hội. Ba liên đoàn của Anh Quốc đưa đến quyết định rằng đội có thứ hạng cao nhất của Sevens World Series nam và nữ mùa 2013–14 sẽ đại diện cả ba liên đoàn tại vòng một của vòng loại 2014–15. Đội tuyển nam và nữ của Anh giành được quyền đại diện cho các liên đoàn thuộc Anh Quốc thi đấu tại nội dung của họ. Các liên đoàn cũng thống nhất việc thành lập đội tuyển Anh Quốc. Các cầu thủ Bắc Ireland sẽ thi đấu cho Ireland và IRFU yêu cầu các cầu thủ Bắc Ireland cam kết chỉ thi đấu Ireland mặc dù họ đủ tư cách theo luật IOC cho Anh Quốc.
Cơ quan chủ quản của môn này được đổi từ Hội đồng Rugby quốc tế thành World Rugby (WR) từ 19 tháng 11 năm 2014.

### Nam
| Vòng loại                             | Ngày kết thúc        | Địa điểm     | Suất | Đội         |
| ------------------------------------- | -------------------- | ------------ | ---- | ----------- |
| Chủ nhà                               | 2 tháng 10 năm 2009  | Copenhagen   | 1    | Brasil      |
| Sevens World Series 2014-15           | 17 tháng 5 năm 2015  | nhiều nơi    | 4    | Fiji        |
| Sevens World Series 2014-15           | 17 tháng 5 năm 2015  | nhiều nơi    | 4    | Anh Quốc    |
| Sevens World Series 2014-15           | 17 tháng 5 năm 2015  | nhiều nơi    | 4    | New Zealand |
| Sevens World Series 2014-15           | 17 tháng 5 năm 2015  | nhiều nơi    | 4    | Nam Phi     |
| Giải vô địch CONSUR 2015              | 7 tháng 6 năm 2015   | Santa Fe     | 1    | Argentina   |
| Giải vô địch NACRA 2015               | 14 tháng 6 năm 2015  | Cary         | 1    | Hoa Kỳ      |
| Giải vô địch châu Âu 2015             | 12 tháng 7 năm 2015  | nhiều nơi    | 1    | Pháp        |
| Giải vô địch ARFU 2015                | 8 tháng 11 năm 2015  | Hồng Kông    | 1    | Nhật Bản    |
| Giải vô địch châu Đại Dương 2015      | 15 tháng 11 năm 2015 | Auckland     | 1    | Úc          |
| Giải vô địch châu Phi 2015            | 15 tháng 11 năm 2015 | Johannesburg | 1    | Kenya       |
| Vòng chung kết Vòng loại Olympic 2016 | 19 tháng 6 năm 2016  | Fontvieille  | 1    | Tây Ban Nha |
| Tổng                                  | Tổng                 | Tổng         | 12   |             |

### Nữ
| Vòng loại                             | Ngày kết thúc        | Địa điểm     | Suất | Đội         |
| ------------------------------------- | -------------------- | ------------ | ---- | ----------- |
| Chủ nhà                               | 2 tháng 10 năm 2009  | Copenhagen   | 1    | Brasil      |
| World Sevens Series 2014–15           | 23 tháng 5 năm 2015  | nhiều nơi    | 4    | Úc          |
| World Sevens Series 2014–15           | 23 tháng 5 năm 2015  | nhiều nơi    | 4    | Canada      |
| World Sevens Series 2014–15           | 23 tháng 5 năm 2015  | nhiều nơi    | 4    | Anh Quốc    |
| World Sevens Series 2014–15           | 23 tháng 5 năm 2015  | nhiều nơi    | 4    | New Zealand |
| Giải vô địch CONSUR 2015              | 7 tháng 6 năm 2015   | Santa Fe     | 1    | Colombia    |
| Giải vô địch NACRA 2015               | 14 tháng 6 năm 2015  | Cary         | 1    | Hoa Kỳ      |
| Giải vô địch châu Âu 2015             | 21 tháng 6 năm 2015  | nhiều nơi    | 1    | Pháp        |
| Giải vô địch châu Phi 2015            | 27 tháng 9 năm 2015  | Johannesburg | 1    | Kenya[1]    |
| Giải vô địch châu Đại Dương 2015      | 15 tháng 11 năm 2015 | Auckland     | 1    | Fiji        |
| Giải vô địch ARFU 2015                | 29 tháng 11 năm 2015 | nhiều nơi    | 1    | Nhật Bản    |
| Vòng chung kết Vòng loại Olympic 2016 | 26 tháng 6 năm 2016  | Dublin       | 1    | Tây Ban Nha |
| Tổng                                  | Tổng                 | Tổng         | 12   |             |

^ 1. Nam Phi giành chiến thắng vòng loại châu lục nhưng không tham dự Thế vận hội 2016. Trước đó giám đốc điều hành SASCOC Tubby Reddy tuyên bố rằng vượt qua vòng loại vẫn chưa đủ. Kenya, đội xếp thứ hai vòng loại châu Phi giành quyền tới Olympic.

## Lịch thi đấu
Các nội dung sẽ diễn ra từ 6–11 tháng Tám.
Tại nội dung dành cho nam, bảng A gồm Fiji, Argentina, Hoa Kỳ và Brazil. Bảng B gồm Nam Phi, Úc, Pháp và Tây Ban Nha trong khi đó bảng C có New Zealand, Anh Quốc, Kenya và Nhật Bản.
Tại nội dung dành cho nữ bảng A gồm Úc, Hoa Kỳ, Fiji và Colombia. Bảng B gồm New Zealand, Pháp, Tây Ban Nha và Kenya trong khi đó bảng C có Canada, Anh Quốc, Brazil và Nhật Bản.

## Nam

### Vòng bảng

#### Bảng A
| VT | Đội        | ST | T | H | B | ĐT | ĐB | HS  | Đ | Giành quyền tham dự |
| -- | ---------- | -- | - | - | - | -- | -- | --- | - | ------------------- |
| 1  | Fiji       | 3  | 3 | 0 | 0 | 85 | 45 | +40 | 9 | Tứ kết              |
| 2  | Argentina  | 3  | 2 | 0 | 1 | 62 | 35 | +27 | 7 | Tứ kết              |
| 3  | Hoa Kỳ     | 3  | 1 | 0 | 2 | 59 | 41 | +18 | 5 |                     |
| 4  | Brasil (H) | 3  | 0 | 0 | 3 | 12 | 97 | −85 | 3 |                     |

#### Bảng B
| VT | Đội         | ST | T | H | B | ĐT | ĐB | HS  | Đ | Giành quyền tham dự |
| -- | ----------- | -- | - | - | - | -- | -- | --- | - | ------------------- |
| 1  | Nam Phi     | 3  | 2 | 0 | 1 | 55 | 12 | +43 | 7 | Tứ kết              |
| 2  | Pháp        | 3  | 2 | 0 | 1 | 57 | 45 | +12 | 7 | Tứ kết              |
| 3  | Úc          | 3  | 2 | 0 | 1 | 52 | 48 | +4  | 7 | Tứ kết              |
| 4  | Tây Ban Nha | 3  | 0 | 0 | 3 | 17 | 76 | −59 | 3 |                     |

#### Bảng C
| VT | Đội         | ST | T | H | B | ĐT | ĐB | HS  | Đ | Giành quyền tham dự |
| -- | ----------- | -- | - | - | - | -- | -- | --- | - | ------------------- |
| 1  | Anh Quốc    | 3  | 3 | 0 | 0 | 73 | 45 | +28 | 9 | Tứ kết              |
| 2  | Nhật Bản    | 3  | 2 | 0 | 1 | 64 | 40 | +24 | 7 | Tứ kết              |
| 3  | New Zealand | 3  | 1 | 0 | 2 | 59 | 40 | +19 | 5 | Tứ kết              |
| 4  | Kenya       | 3  | 0 | 0 | 3 | 19 | 90 | −71 | 3 |                     |

### Vòng loại trực tiếp
|  | Tứ kết                                     | Tứ kết                                     |                                            |          | Bán kết               | Bán kết               |  |  | Tranh huy chương vàng | Tranh huy chương vàng |
|  |                                            |                                            |                                            |          |                       |                       |  |  |                       |                       |
|  | 10 tháng 8 năm 2016 – Sân vận động Deodoro |                                            |                                            |          |                       |                       |  |  |                       |                       |
|  |                                            |                                            |                                            |          |                       |                       |  |  |                       |                       |
|  | Fiji                                       | 12                                         |                                            |          |                       |                       |  |  |                       |                       |
|  | Fiji                                       | 12                                         | 11 tháng 8 năm 2016 – Sân vận động Deodoro |          |                       |                       |  |  |                       |                       |
|  | New Zealand                                | 7                                          |                                            |          |                       |                       |  |  |                       |                       |
|  | New Zealand                                | 7                                          | Fiji                                       | 20       |                       |                       |  |  |                       |                       |
|  | 10 tháng 8 năm 2016 – Sân vận động Deodoro |                                            | Fiji                                       | 20       |                       |                       |  |  |                       |                       |
|  |                                            | Nhật Bản                                   | 5                                          |          |                       |                       |  |  |                       |                       |
|  | Nhật Bản                                   | Nhật Bản                                   | 5                                          | 12       |                       |                       |  |  |                       |                       |
|  | Nhật Bản                                   |                                            | 11 tháng 8 năm 2016 – Sân vận động Deodoro | 12       |                       |                       |  |  |                       |                       |
|  | Pháp                                       | 7                                          |                                            |          |                       |                       |  |  |                       |                       |
|  | Pháp                                       | 7                                          | Fiji                                       | 43       |                       |                       |  |  |                       |                       |
|  | ngày 10 tháng 8 năm 2016 – Deodoro Stadium |                                            | Fiji                                       | 43       |                       |                       |  |  |                       |                       |
|  |                                            | Anh Quốc                                   | 7                                          |          |                       |                       |  |  |                       |                       |
|  | Anh Quốc                                   | Anh Quốc                                   | 7                                          | 5 (h.p.) |                       |                       |  |  |                       |                       |
|  | Anh Quốc                                   | 11 tháng 8 năm 2016 – Sân vận động Deodoro |                                            | 5 (h.p.) |                       |                       |  |  |                       |                       |
|  | Argentina                                  | 0                                          |                                            |          |                       |                       |  |  |                       |                       |
|  | Argentina                                  | 0                                          | Anh Quốc                                   | 7        |                       |                       |  |  |                       |                       |
|  | 10 tháng 8 năm 2016 – Sân vận động Deodoro |                                            | Anh Quốc                                   | 7        |                       |                       |  |  |                       |                       |
|  |                                            | Nam Phi                                    | 5                                          |          | Tranh huy chương đồng | Tranh huy chương đồng |  |  |                       |                       |
|  | Nam Phi                                    | Nam Phi                                    | 5                                          | 22       | Tranh huy chương đồng | Tranh huy chương đồng |  |  |                       |                       |
|  | Nam Phi                                    |                                            | 11 tháng 8 năm 2016 – Sân vận động Deodoro | 22       |                       |                       |  |  |                       |                       |
|  | Úc                                         | 5                                          |                                            |          |                       |                       |  |  |                       |                       |
|  | Úc                                         | 5                                          | Nhật Bản                                   | 14       |                       |                       |  |  |                       |                       |
|  |                                            |                                            |                                            |          |                       |                       |  |  |                       |                       |
|  | Nam Phi                                    | 54                                         |                                            |          |                       |                       |  |  |                       |                       |
|  | Nam Phi                                    | 54                                         |                                            |          |                       |                       |  |  |                       |                       |

## Nữ

### Vòng bảng

#### Bảng A
| VT | Đội      | ST | T | H | B | ĐT  | ĐB  | HS   | Đ | Giành quyền tham dự |
| -- | -------- | -- | - | - | - | --- | --- | ---- | - | ------------------- |
| 1  | Úc       | 3  | 2 | 1 | 0 | 101 | 12  | +89  | 8 | Tứ kết              |
| 2  | Fiji     | 3  | 2 | 0 | 1 | 48  | 43  | +5   | 7 | Tứ kết              |
| 3  | Hoa Kỳ   | 3  | 1 | 1 | 1 | 67  | 24  | +43  | 6 | Tứ kết              |
| 4  | Colombia | 3  | 0 | 0 | 3 | 0   | 137 | −137 | 3 |                     |

#### Bảng B
| VT | Đội         | ST | T | H | B | ĐT  | ĐB  | HS  | Đ | Giành quyền tham dự |
| -- | ----------- | -- | - | - | - | --- | --- | --- | - | ------------------- |
| 1  | New Zealand | 3  | 3 | 0 | 0 | 109 | 12  | +97 | 9 | Tứ kết              |
| 2  | Pháp        | 3  | 2 | 0 | 1 | 71  | 40  | +31 | 7 | Tứ kết              |
| 3  | Tây Ban Nha | 3  | 1 | 0 | 2 | 31  | 65  | −34 | 5 | Tứ kết              |
| 4  | Kenya       | 3  | 0 | 0 | 3 | 17  | 111 | −94 | 3 |                     |

#### Bảng C
| VT | Đội        | ST | T | H | B | ĐT | ĐB  | HS   | Đ | Giành quyền tham dự |
| -- | ---------- | -- | - | - | - | -- | --- | ---- | - | ------------------- |
| 1  | Anh Quốc   | 3  | 3 | 0 | 0 | 91 | 3   | +88  | 9 | Tứ kết              |
| 2  | Canada     | 3  | 2 | 0 | 1 | 83 | 22  | +61  | 7 | Tứ kết              |
| 3  | Brasil (H) | 3  | 1 | 0 | 2 | 29 | 77  | −48  | 5 |                     |
| 4  | Nhật Bản   | 3  | 0 | 0 | 3 | 10 | 111 | −101 | 3 |                     |

### Vòng loại trực tiếp
|  | Tứ kết                                    | Tứ kết                                    |                                           |    | Bán kết               | Bán kết               |  |  | Tranh huy chương vàng | Tranh huy chương vàng |
|  |                                           |                                           |                                           |    |                       |                       |  |  |                       |                       |
|  | 7 tháng 8 năm 2016 – Sân vận động Deodoro |                                           |                                           |    |                       |                       |  |  |                       |                       |
|  |                                           |                                           |                                           |    |                       |                       |  |  |                       |                       |
|  | Úc                                        | 24                                        |                                           |    |                       |                       |  |  |                       |                       |
|  | Úc                                        | 24                                        | 8 tháng 8 năm 2016 – Sân vận động Deodoro |    |                       |                       |  |  |                       |                       |
|  | Tây Ban Nha                               | 0                                         |                                           |    |                       |                       |  |  |                       |                       |
|  | Tây Ban Nha                               | 0                                         | Úc                                        | 17 |                       |                       |  |  |                       |                       |
|  | 7 tháng 8 năm 2016 – Sân vận động Deodoro |                                           | Úc                                        | 17 |                       |                       |  |  |                       |                       |
|  |                                           | Canada                                    | 5                                         |    |                       |                       |  |  |                       |                       |
|  | Pháp                                      | Canada                                    | 5                                         | 5  |                       |                       |  |  |                       |                       |
|  | Pháp                                      |                                           | 8 tháng 8 năm 2016 – Sân vận động Deodoro | 5  |                       |                       |  |  |                       |                       |
|  | Canada                                    | 15                                        |                                           |    |                       |                       |  |  |                       |                       |
|  | Canada                                    | 15                                        | Úc                                        | 24 |                       |                       |  |  |                       |                       |
|  | 7 tháng 8 năm 2016 – Sân vận động Deodoro |                                           | Úc                                        | 24 |                       |                       |  |  |                       |                       |
|  |                                           | New Zealand                               | 17                                        |    |                       |                       |  |  |                       |                       |
|  | Anh Quốc                                  | New Zealand                               | 17                                        | 26 |                       |                       |  |  |                       |                       |
|  | Anh Quốc                                  | 8 tháng 8 năm 2016 – Sân vận động Deodoro |                                           | 26 |                       |                       |  |  |                       |                       |
|  | Fiji                                      | 7                                         |                                           |    |                       |                       |  |  |                       |                       |
|  | Fiji                                      | 7                                         | Anh Quốc                                  | 7  |                       |                       |  |  |                       |                       |
|  | 7 tháng 8 năm 2016 – Sân vận động Deodoro |                                           | Anh Quốc                                  | 7  |                       |                       |  |  |                       |                       |
|  |                                           | New Zealand                               | 25                                        |    | Tranh huy chương đồng | Tranh huy chương đồng |  |  |                       |                       |
|  | New Zealand                               | New Zealand                               | 25                                        | 5  | Tranh huy chương đồng | Tranh huy chương đồng |  |  |                       |                       |
|  | New Zealand                               |                                           | 8 tháng 8 năm 2016 – Sân vận động Deodoro | 5  |                       |                       |  |  |                       |                       |
|  | Hoa Kỳ                                    | 0                                         |                                           |    |                       |                       |  |  |                       |                       |
|  | Hoa Kỳ                                    | 0                                         | Canada                                    | 33 |                       |                       |  |  |                       |                       |
|  |                                           |                                           |                                           |    |                       |                       |  |  |                       |                       |
|  | Anh Quốc                                  | 10                                        |                                           |    |                       |                       |  |  |                       |                       |
|  | Anh Quốc                                  | 10                                        |                                           |    |                       |                       |  |  |                       |                       |

## Huy chương

### Bảng xếp hạng huy chương
| 1    | Úc          | 1 | 0 | 0 | 1 |
| 1    | Fiji        | 1 | 0 | 0 | 1 |
| 2    | Anh Quốc    | 0 | 1 | 0 | 1 |
| 2    | New Zealand | 0 | 1 | 0 | 1 |
| 3    | Canada      | 0 | 0 | 1 | 1 |
| 3    | Nam Phi     | 0 | 0 | 1 | 1 |
| Tổng | Tổng        | 2 | 2 | 2 | 6 |

### Danh sách huy chương
| Nội dung | Vàng | Bạc | Đồng |
| -------- | --- | --- | --- |
| Nam      | Fiji (FIJ) · Masivesi Dakuwaqa · Apisai Domolailai · Osea Kolinisau · Semi Kunatani · Viliame Mata · Leon Nakarawa · Vatemo Ravouvou · Savenaca Rawaca · Vitione Taliga · Josua Tuisova · Jerry Tuwai · Jasa Veremalua · Samisoni Viriviri | Anh Quốc (GBR) · Mark Bennett · Dan Bibby · Phil Burgess · Sam Cross · James Davies · Oliver Lindsay-Hague · Ruaridh McConnochie · Tom Mitchell · Dan Norton · Mark Robertson · James Rodwell · Marcus Watson                | Nam Phi (RSA) · Cecil Afrika · Tim Agaba · Kyle Brown · Juan de Jongh · Justin Geduld · Francois Hougaard · Werner Kok · Cheslin Kolbe · Dylan Sage · Seabelo Senalta · Kwagga Smith · Philip Snyman · Rosko Specman |
| Nữ       | Úc (AUS) · Nicole Beck · Charlotte Caslick · Emilee Cherry · Chloe Dalton · Gemma Etheridge · Ellia Green · Shannon Parry · Evania Pelite · Alicia Quirk · Emma Tonegato · Amy Turner · Sharni Williams                                    | New Zealand (NZL) · Shakira Baker · Kelly Brazier · Gayle Broughton · Theresa Fitzpatrick · Sarah Goss · Huriana Manuel · Kayla McAlister · Tyla Nathan-Wong · Terina Te Tamaki · Ruby Tui · Niall Williams · Portia Woodman | Canada (CAN) · Brittany Benn · Hannah Darling · Bianca Farella · Jen Kish · Ghislaine Landry · Megan Lukan · Kayla Moleschi · Karen Paquin · Kelly Russell · Ashley Steacy · Natasha Watcham-Roy · Charity Williams  |